# Аеронавігаційний університет Ембрі-Ріддл
Аеронавігаційний університет Ембрі- Ріддл (АУЕР; Embry–Riddle Aeronautical University, ERAU) — приватний університет з основними кампусами в Дейтона-Біч, Флорида та Прескотті, Аризона. Це найбільша акредитована університетська система з авіаційною й космічною спеціалізацією. Університет вважає себе однією з найкращих авіаційних та космічних шкіл Америки; має численні онлайнові та академічні програми.

## Історія
1925 року Талтон Хігбі Ембрі та Джон Пол Ріддл заснували підприємство Embry-Riddle в аеропорту Лункен у Цинциннаті, що у 1926 році відкрила авіаційну школу. Після злиття з Aviation Corporation (AVCO) у 1930 році льотна школа Embry-Riddle була закрита.

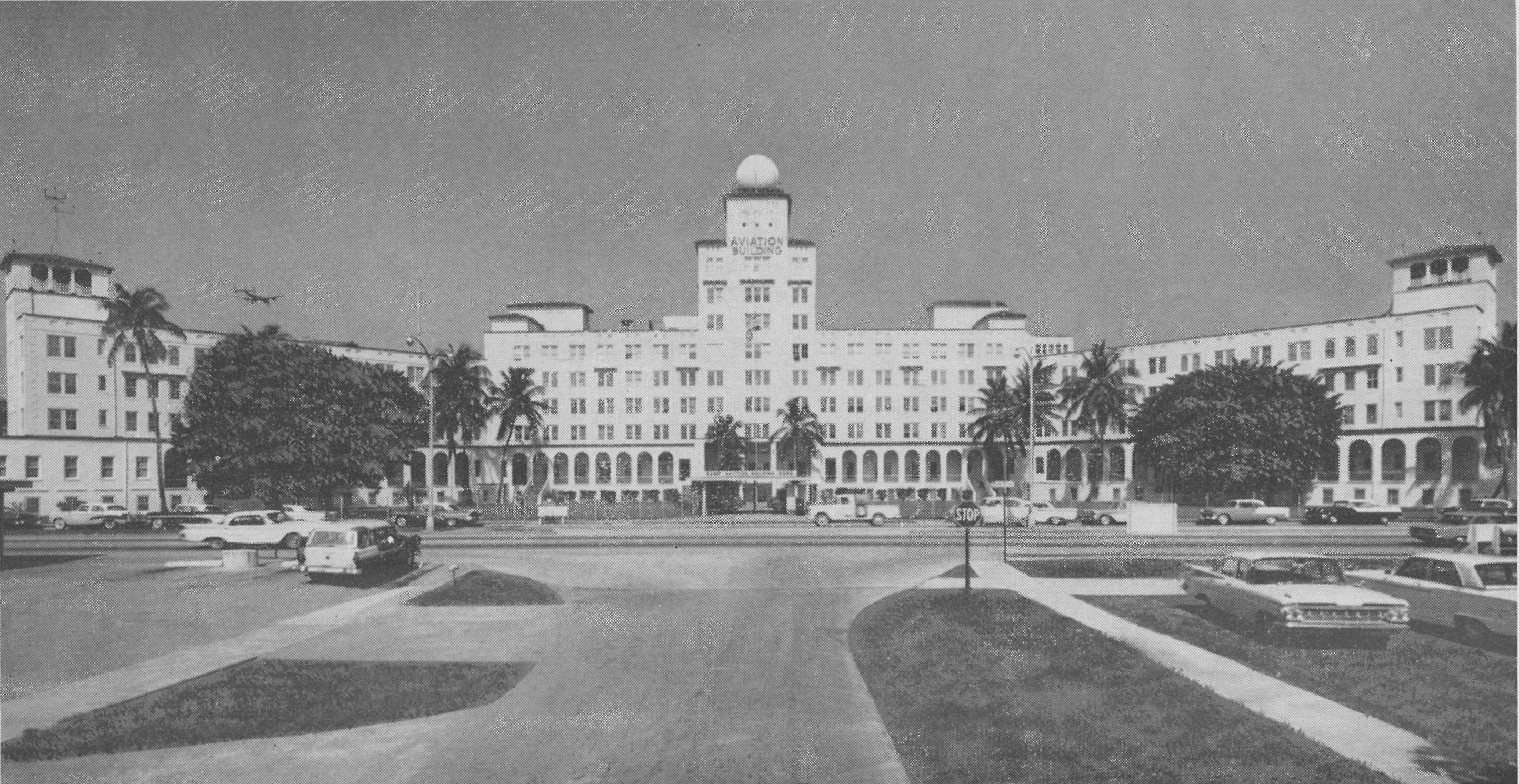
Фритц готель у Маямі, Флорида. будівлю якого займав Ембрі-Ріддл до переїзду до Дейтони-Біч

У 1939 році у співробітництві з Університетом Маямі Джон Ріддл, Джон Грехам Маккей та дружина Ізабель відновили школу у Маямі зі збереженням старої назви. До 1944 року школа готувала по державній програмі «Тренувальна програма цивільних льотчиків» для підготовки пілотів на військові літаки під час Другої світової війні. Найвідоміший випускник школи тих років став майбутній американський президент Джон Кеннеді. За швидкого розширення школа зайняла колишній готель Фритц.
1959 року льотна школа стала некомерційною. Перед закриттям аеропорту Таміямі, що використовувався школою Ембрі-Ріддл, 1965 року школа була перенесена до Дейтона-Біч на квітень 1965 року. 1968 року школа стала університетом й змінила свою назву на сьогоднішню назву у 1970 році. Того ж року університет розпочав свою світову програму. 1978 року було відкрито другий університетське містечко на заході ЗДА у Прескотті у штат Аризона.
В університеті навчаються майже 32 000 студентів та аспірантів.

## Акредитації та сертифікати
Некомерційний університет акредитовано на рівні VI установи <i>Південною асоціацією коледжів й шкіл</i> до присудження ступенів в середньої спеціальної освіти, бакалавра, магістра та доктора за програми університету з технічного обслуговування авіації, управління повітряним рухом, прикладної метеорології, аеронавігаційних наук, аерокосмічних наук та охорони праці, польотних робіт та управління аеропортом, що акредитовані Міжнародною комісією з авіаційної акредитації (AABI). Бакалаврські та магістерські програми у бізнесі акредитовані Асоціацією колективних бізнес-шкіл та програм (ACBSP). Усі інженерні програми акредитовані Акредитаційною комісією з інженерії та технології, Inc.(ABET).
Програми з аеронавтики, управління повітряним рухом, прикладної метеорології та аерокосмічних досліджень сертифіковані Федеральним авіаційним управлінням (FAA). 2014 року університет також став першою у країні затвердженою FAA організацією з підготовки сертифікації студентів авіакомпаній.

## Університет у Дейтона-Біч, Флорида

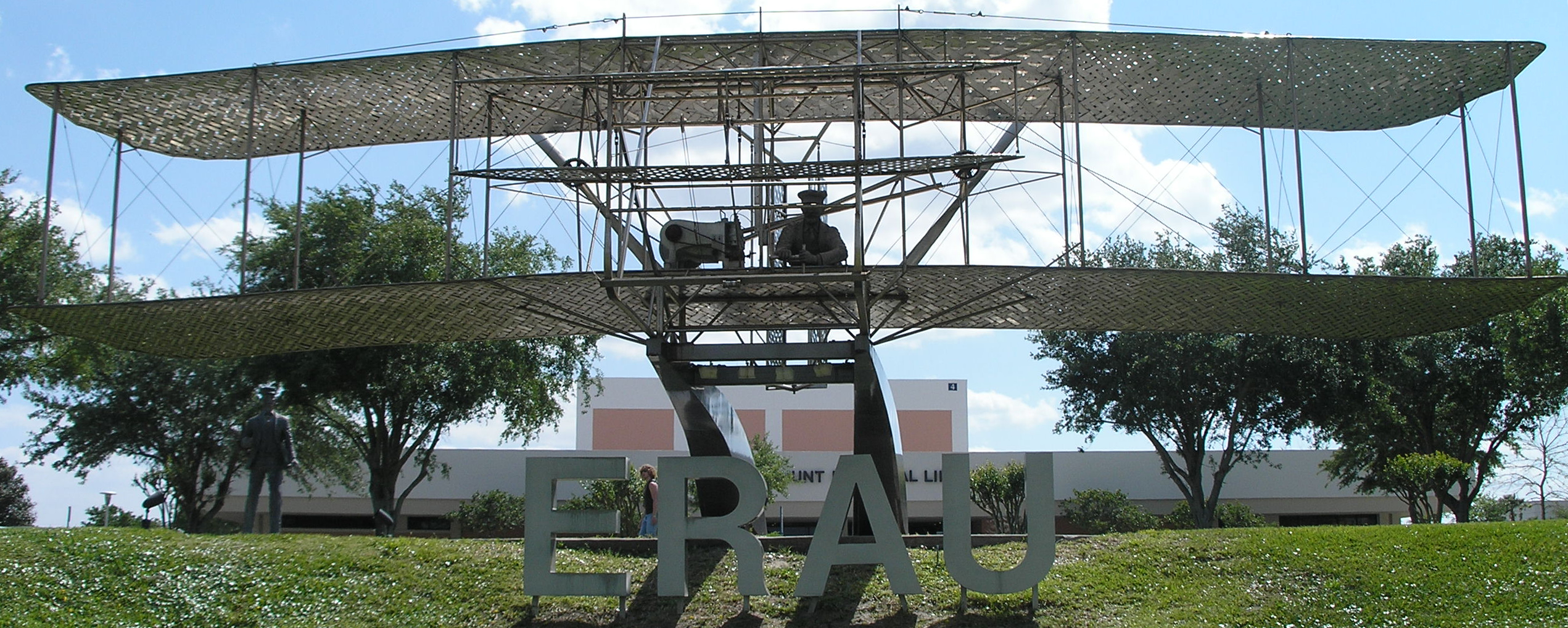
Статуя Летун Райт є центральною частиною містечка Дайтона-Біч. Меморіальна бібліотека Джека Р. Ханта видна на задньому плані

Найстаріше житлове містечко Ембрі-Ріддл (площа 75 гектарів) та академічний офіс розташовані у Дейтона-Біч на Флориді з моменту переїзду університету з Маямі у 1965 році. Побудоване поруч з міжнародним аеропортом Дейтона-Біч, містечко з'єднано з літальним пероном, що належить університету для льотної підготовки. Основне містечко складається з авіаційного комплексу, академічного чотирикутника та 7 житлових гуртожитків, що оточують студентський центр та авіаторський парк Джека Р. Ханта. Один житловий комплекс розташовано поза містом. Спортивні споруди, Центр навчального корпусу офіцерів запасу бригадного генерала Вільяма В. Спруанса та Центр ICI розташовані у східній частині містечка.
У містечку у Дейтона-Біч навчається приблизно 5700 студентів та 600 аспірантів з понад 100 країн. Тут пропонується 47 спеціальностей. Програма інженерної фізики у Дейтона-Біч є найбільшою у США та єдиною, що спеціалізується на аерокосмічній галузі.
Університет Дейтона-Біч має повітряний флот з 42 Cessna Skyhawk, 6 Piper Arrow, 10 Diamond DA42 IV та 1 Super Decathlon. ERAU льотний клуб також має припарковані на пероні 2 Cessna 172 та 2 Cessna 150, що належать «Орлиній льотній команді».
Університет Ембрі-Ріддл у Дейтона-Біч має одну з найширших програм навчального корпусу офіцерів запасу (ROTC) у Сполучених Штатах та найбільшу в країні програму навчального корпусу офіцерів запасу (ROTC) для Повітряних сил. Програма ROTC часто виграє національні змагання.

## Університет у Прескотті в Аризоні

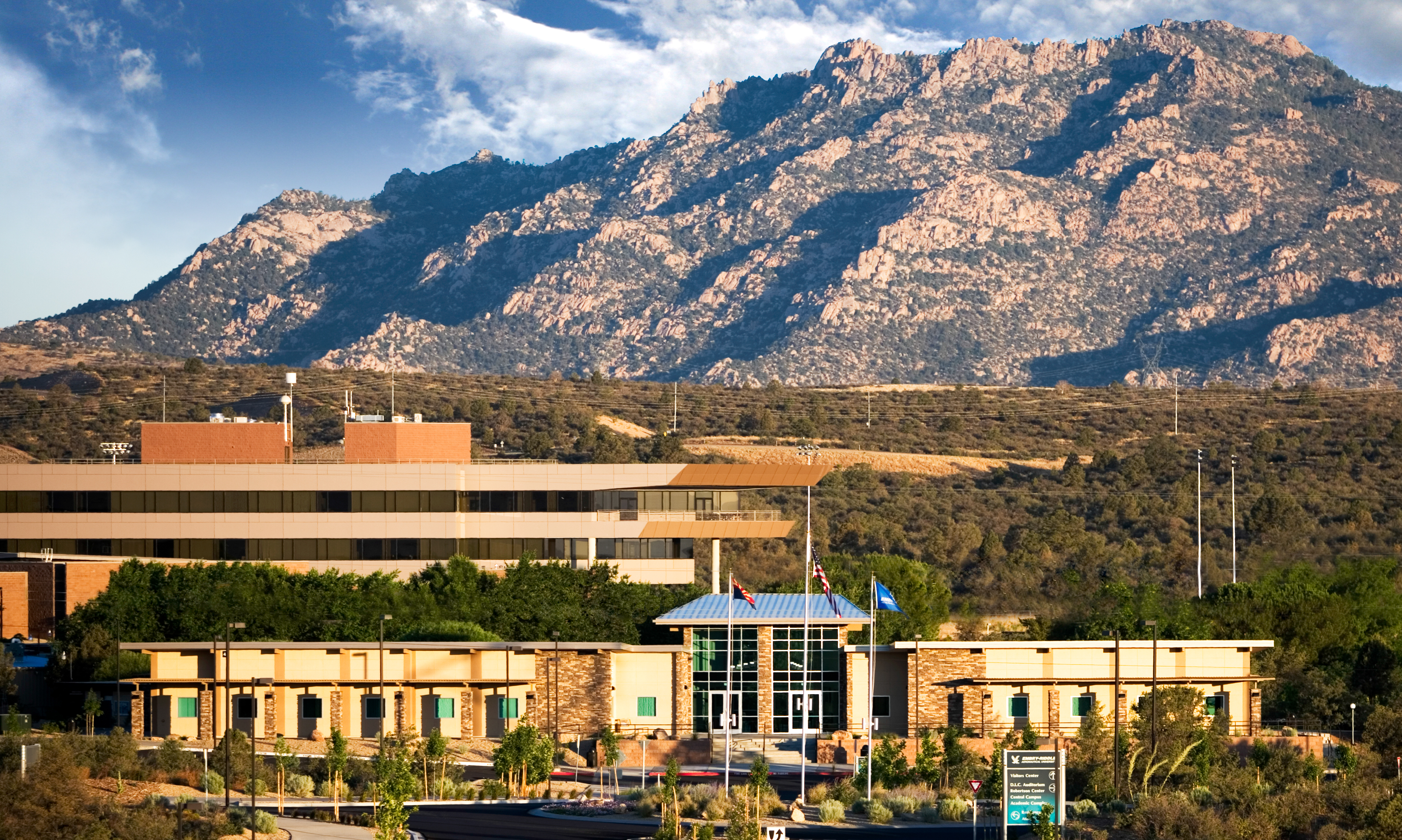
Аризонське містечко університету

Аеронавігаційний університет Ембрі-Ріддл у Прескоті відкрився у 1978 році. Містечко площею у 218 гектарів розташовано за 160 км на північ від Фінікса. Клімат високої пустелі має майже 300 сонячних днів на рік. У містечку навчається близько 2000 студентів.
Поблизу розташовано центр льотних тренувань на аеродромі Ернеста Ей. Лова. У містечку у Прескотті розташовані: будівля аерокосмічного випробування та виготовлення, вітро-тунельна лабораторія з одним надзвуковим й 4 дозвуковими вітроенергетичними тунелями, центр авіаційної безпеки з лабораторією розслідування аварій, бібліотека, академічний комплекс площею 4460 м2, інженерний й технологічний центр, каплиця, їдальня, студентська спілка та житлові гуртожитки. У Прескоттському містечку є чотири академічні коледжі, що пропонують 19 бакалавратів та 2 магістерські програми, а також освітні програми для молоді, студентів та працюючих професіоналів.
Університет у Прескотті пропонує єдину у США програму досліджень з світової безпеки та розвідки.
Першокурсники віком до 21 року у Прескотському містечку університету мешкають окремо для допомогти у академічному, соціальному та освітньому переходах. Першокурсників заселять по спеціальностям з кураторами, що допомагають у їх студентському житті.
Два загони навчального корпусу офіцерів запасу (ROTC) повітряних сил в університеті Ембрі-Ріддл є найбільшим джерелом кадрів у країні для Повітряних сил США. Підрозділи AFROTC в Ембрі-Ріддл випускають більше офіцерів, пілотів та інших офіцерів для Повітряних сил, ніж будь-яка інша установа в країні, окрім Академії Повітряних сил США. Армійський навчальний корпус офіцерів запасу ROTC також має великий загін у Прескотському містечку університету.
У містечку Прескотта є льотна команда «Золоті орли», що змагається у Національній міжуніверситетський льотній асоціації. Вона вигравала крайовий чемпіонат щороку 31 рік поспіль, й була 12-кратним національним чемпіоном у 1993, 1997, 1999, 2003, 2005, 2007, 2008, 2012, 2013, 2016, 2017 та 2018 роках. Вона представлена у Залі слави Сан-Дієзького повітряного та космічного музею.

## Всесвітнє навчання

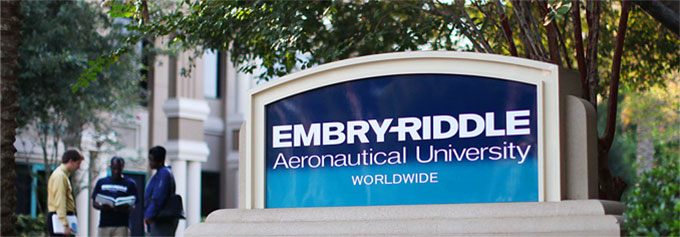
Вказівник всесвітнього офісу університету на Флориді

В університеті Ембрі-Ріддл віддалено навчається понад 22000 студентів онлайн, у 130 університетських містечках та на понад 90 військових базах. Всесвітньо він пропонує 40 академічних програм освіти, що охоплюють багато напрямків авіації, бізнесу, зв'язку, комп'ютерів, служб надзвичайних ситуацій, інженерії, людських факторів, управління, безпеки, безпеки, логістики та безпілотних систем. Заняття проводяться через інтернет, відео в класі чи вдома, або очно.
Всесвітнє містечко університету Ембрі-Ріддл була створена у 1970 році й стала мережею з понад 130 навчальних місць, що включаючи військові бази. Програми навчання пропонуються на рівні сертифікату, бакалавріату та магістрату, й включають рідкісний магістрат з ділового керування в авіації (MBA-A).

## Дослідження катастроф й безпеки
У Прескотському містечку Ембрі-Ріддл розміщено Інститут безпеки Робертсона (RSI); центр досліджень, розробок, коротких курсів та корпоративної просвіти у галузі безпеки. Тут розташовані лабораторія катастроф Робертсона, архіви авіаційної безпеки та прямий доступ до передових інженерних, наукових та криміналістичних ресурсів.

## Співпраця з Сінгапурським університетом
Університет співпрацює з Сінгапурським університетом соціальних наук (SUSS) у наданні бакалавра наук з авіаційного обслуговування та бакалавра наук з авіаційного ділового управління.

## Наукові дослідження
Дейтона-Біч У містечку Дейтона-Біч, незважаючи на авіаційну підготовку, проводяться різноманітні дослідження, що включаючи інженерію, кібернетичну та вітчизняну безпеку, людські фактори, моделювання та підприємництво. Факультети технологій та експертизи проводять аерокосмічні та авіаційних дослідження: космічних систем, високоефективних транспортних засобів, безпілотних й автономних систем, робототехніки, альтернативної та стійкої енергетики, медичних людських факторів, комерційних космічні операції тощо.
Університет розширює партнерські відносини з промисловістю зростаючого аерокосмічного науково-технічного парку, що прилягає до університетського містечка у Дейтона-Біч.